# Verdict
Verdict (em português Veredicto) é uma peça de teatro escrita em 1958 pela autora britânica Agatha Christie. Trata-se de obra original, não é baseada em uma história ou um romance, e embora haja um assassinato na história, é mais melodramática do que o típico mistério de assassinato que acontece no palco.
Foi produzido pela primeira vez por Peter Saunders e dirigido por Charles Hickman, com decoração de Joan Jefferson Farjeon. A peça estreou no Grand Theatre de Wolverhampton em 25 de Fevereiro de 1958, antes de passar para o Strand Theatre de Londres em 22 de maio de 1958. Ela teve 250 apresentações. Em 1987, a peça foi encenada no principal palco de Teatro do Oriente em Farmingdale, em Nova York , e em maio de 2009, estreou com um elenco internacional Abbaye de Neumunster em Luxemburgo. 

## Sinopse
A peça conta a história de Karl Hendryk, um professor brilhante que juntamente com sua esposa e sua prima, fogem da perseguição em seu país. Na peça não é mencionado explicitamente que eles são alemães perseguidos pelos nazistas - e Agatha Christie, provavelmente deliberadamente dado os nomes personagens que não são, evidentemente, rastreável a qualquer origem nacional. O professor está feliz  por estar abrigado em uma universidade britânica, onde é respeitado por alunos e professores da mesma forma. Sua esposa, Anya, passa por um sofrimento constante de uma doença progressivamente debilitante, e se arrepende amargamente de ter sido forçado a deixar sua casa e seus amigos, mas está satisfeita com todos os aspectos de sua vida na Inglaterra. Sua prima e amiga, Lisa Koletzky, mudou-se com eles para cuidar de Anya e cuidar da casa do professor. Karl e Lisa criam sentimentos um pelo outro, e a situação é ainda mais perturbada quando uma aluna jovem e rica, Helen Rollander, começa a ter aulas particulares com o professor.